# Адолф Ернрот
Адолф Ерик Ернрот (на шведски: Adolf Erik Ehrnrooth) е финландски генерал.
Роден е на 9 февруари 1905 година в Хелзинки в благородническия род Ернрот (генерал Казимир Ернрот е брат на дядо му). Завършва военно училище и служи в армията, участва в Зимната и Втората съветско-финландска война. Пенсионира се от армията през 1965 година, а през следващите години е сред известните представители на общността на ветераните от войните.
Адолф Ернрот умира на 26 февруари 2004 година в Турку.